# Kauko Pekuri
Kauko Pekuri   (Kuortane, 16 de desembre de 1912 - 5 de juny de 1998) fou un atleta finlandès, especialista en curses de mig fons i de fons que va competir entre la dècada de 1930 i la de 1940.
El 1938 va prendre part al Campionat d'Europa d'atletisme, on va guanyar una medalla de bronze en els 5.000 metres. Va finalitzar rere el també finlandès Taisto Mäki i el suec Henry Jonsson.
A nivell nacional guanyà cinc campionats nacionals entre 1938 i 1944: un en els 5.000 metres, un en els 10.000 metres i tres en el camp a través.

## Millors marques
- 1.500 metres. 3' 52.5" (1938)
- 3.000 metres obstacles. 9' 07.4" (1939)
- 5.000 metres. 14'18.8" (1939)
- 10.000 metres. 30' 10.6" (1939)[5]